# Socialisme ethnique
Le socialisme ethnique ou socialisme racial est une forme de socialisme basé sur le nationalisme ethnique consistant à privilégier les membres d'un ou plusieurs groupes ethniques par rapport à un autre.

## Principes
Le socialisme ethnique repose sur le nationalisme ethnique. Il privilégie l'aide sociale envers les membres d'un ou plusieurs groupes ethniques (généralement des minorités ethniques nationales) par rapport aux minorités ethniques étrangères et se base sur l'ascendance.
- Une redistribution de la propriété selon la race ou l'ethnicité, en contraste avec le socialisme marxiste antérieure de redistribuer la propriété selon la classe, c’est-à-dire au prolétariat[1].

- Trouver un moyen de parvenir à la justice sociale selon l'appartenance ethnique ou raciale[1].

Du fait de sa spécificité et de son lien avec le nationalisme ethnique, le socialisme ethnique est fondamentalement contraire au socialisme marxiste car il rejette l'internationalisme et le cosmopolitisme, et respecte la propriété privée.

## Promotions
Le socialisme ethnique et le socialisme national ont été promu par de nombreux nationalistes d'Europe au début du XXe siècle, à un moment où des élites capitalistes étaient considérés comme « apatrides ».
En Roumanie, il fut très souvent promu à la même époque car de nombreux membres de la classe dirigeante et capitaliste était composée d'étrangers (souvent des hongrois, des allemands et des autrichiens). Cette ligne a été pour la première fois exposée par le journal Sămănătorul,
Actuellement, la mouvance nationale-révolutionnaire, une partie de l'extrême droite européenne et des gauches latino-américaines font la promotion de ce type d'idéologie.

## Formes de socialisme ethnique
- Le socialisme allemand est une forme allemande basée sur le nationalisme völkish, lié à la « race germanique ».
- Le socialisme arabe se base sur un socialisme privilégiant les groupes arabes, il est lié à la notion de nationalisme arabe et de panarabisme.
- Le socialisme africain se base sur les ethnies d'Afrique.
- Le socialisme croate, basé sur l'ethnie croate et le socialisme agraire[4].
- Le Socialisme à caractéristiques chinoises privilégie les populations chinoises aux autres populations.
- Le nationalisme de l'État providence (en anglais : Welfare nationalism) ou chauvinisme de l'État providence (Welfare Chauvinism) est l'idée politique selon laquelle les prestations sociales devraient être réservées à certains groupes, en particulier aux natifs d'un pays par opposition aux immigrants.